# 郑宣慰海民纪功碑
郑宣慰海民纪功碑位于中国山西省晋城市泽州县西部的周村镇周村东。
2013年1月，郑宣慰海民纪功碑列为第三批晋城市文物保护单位，石窟寺及石刻类，年代为元，编号3-109。。